# Abdullah al-Sooli
Abdullah Saeed al-Sooli (arabisch عبد الله سعيد الصولي, DMG ʿAbd Allāh Saʿīd aṣ-Ṣūlī; * 20. Januar 1988 in Rustaq) ist ein ehemaliger omanischer Leichtathlet, der sich auf den Sprint spezialisiert hat.

## Sportliche Laufbahn
Erste internationale Erfahrungen sammelte Abdullah al-Sooli im Jahr 2004, als er bei den Juniorenweltmeisterschaften in Grosseto mit der omanischen 4-mal-100-Meter-Staffel mit 41,57 s den Finaleinzug verpasste. Zwei Jahre später siegte er bei den Juniorenasienmeisterschaften in Macau in 21,44 s im 200-Meter-Lauf und belegte über 100 Meter in 10,57 s Rang vier. Zudem gewann er mit der Staffel in 40,56 s die Silbermedaille. Anschließend schied er bei den Juniorenweltmeisterschaften in Peking mit 10,69 s im 100-Meter-Lauf in der ersten Runde aus und verpasste auch mit der Staffel mit 40,53 s den Finaleinzug und wurde über 200 Meter disqualifiziert. 2007 belegte er bei den Asienmeisterschaften in Amman in 21,64 s den siebten Platz über 200 Meter und schied anschließend bei den Panarabischen Spielen mit 21,52 s im Vorlauf aus, gewann mit der Staffel aber in 40,12 s die Silbermedaille hinter dem Team aus Saudi-Arabien. 2008 qualifizierte er sich für die Teilnahme an den Olympischen Spielen in Peking, scheiterte dort über 100 Meter aber mit 10,53 s in der ersten Runde.
2009 belegte er bei den Asienmeisterschaften in Guangzhou mit der Staffel in 40,37 s den achten Platz. Im Jahr darauf nahm er an den Asienspielen ebendort teil und belegte in 21,37 s den sechsten Platz über 200 Meter und erreichte mit der Staffel nach 40,02 s Rang sieben. 2011 wurde er bei den Asienmeisterschaften in Kōbe in 21,14 s Fünfter über 200 Meter, verpasste mit der Staffel diesmal aber den Finaleinzug. Anschließend gewann er bei den Arabischen Meisterschaften in al-Ain in 21,19 s die Bronzemedaille hinter dem Katari Femi Ogunode und Omar Jouma al-Salfa aus den Vereinigten Arabischen Emiraten und erreichte über 100 Meter in 10,52 s Rang vier. Daraufhin gewann er bei den Panarabischen Spielen in Doha in 21,21 s die Silbermedaille über 200 Meter hinter dem Marokkaner Aziz Ouhadi und sicherte sich über 100 Meter Bronze hinter Ouhadi und Yasir Baalghayth al-Nashri aus Saudi-Arabien. Mit der Staffel verlor er seine gewonnene Medaille wegen eines Dopingvergehens einer seiner Mitstreiter. 2013 siegte er dann bei den Arabischen Meisterschaften in Doha in 39,43 s mit der Staffel und belegte in 10,68 s bzw. 21,10 s die Plätze sieben und vier über 100 und 200 Meter. Anschließend schied er bei den Asienmeisterschaften in Pune mit der Staffel mit 39,78 s im Vorlauf aus und siegte bei den Islamic Solidarity Games in Palembang in 39,72 s mit der Staffel. Über 100 Meter wurde er in der Vorrunde disqualifiziert und über die längere Distanz reichten 21,59 s nicht für den Finaleinzug. 2015 wurde er bei den Asienmeisterschaften in Wuhan in 39,75 s Siebter mit der Staffel und erreichte anschließend bei den Militärweltspielen im südkoreanischen Mungyeong mit 39,81 s Rang sechs. Daraufhin beendete er seine aktive sportliche Karriere im Alter von 27 Jahren.
2009 wurde al-Sooli omanischer Meister im 200-Meter-Lauf.

## Persönliche Bestzeiten
- 100 Meter: 10,30 s (−0,5 m/s), 18. September 2010 in Aleppo
  - 60 Meter (Halle): 6,95 s, 6. Januar 2014 in Doha
- 200 Meter: 20,93 s (+1,3 m/s), 19. Oktober 2011 in Manama